# Steve Kapuadi
Steve Nkanu Kapuadi (ur. 30 kwietnia 1998 w Saint-Denis) – kongijski piłkarz występujący na pozycji obrońcy w polskim klubie Legia Warszawa.

## Kariera klubowa
Zimą 2020 roku Kapuadi przeniósł się do AS Trenčín z Interu Bratysława, będącego klubem satelickim. Swój debiut w Fortuna Lidze zaliczył 15 lutego 2020 r. w meczu z MFK Zemplín Michalovce na boisku pod Dubňom. Rozegrał pełne 90 minut meczu jako środkowy obrońca, wraz z sprowadzonym zimą Richardem Križanem. Trenczyn pokonał Zemplín, wygrywając 8:1. Kapuadi wystąpił jeszcze trzy razy w pozostałych meczach sezonu zasadniczego, regularnie goszcząc w wyjściowej jedenastce.
2 czerwca 2022 został graczem Wisły Płock (Ekstraklasa), podpisując półtoraroczną umowę z opcją przedłużenia do czerwca 2025. 22 sierpnia 2023 przeniósł się do Legii Warszawa. Zadebiutował 3 września 2023 w wygranym 3:1 meczu przeciwko Widzewowi Łódź na Stadionie Wojska Polskiego i rozegrał całe spotkanie.

## Kariera reprezentacyjna
W maju 2025 roku otrzymał od Sébastiena Desabre’a powołanie do kadry Demokratycznej Republiki Konga na dwa mecze towarzyskie przeciwko Mali i Madagaskarowi.

## Sukcesy
Legia Warszawa
- Puchar Polski: 2024/25[7]
- Superpuchar Polski:  2025[8]